# Danijel Šarić

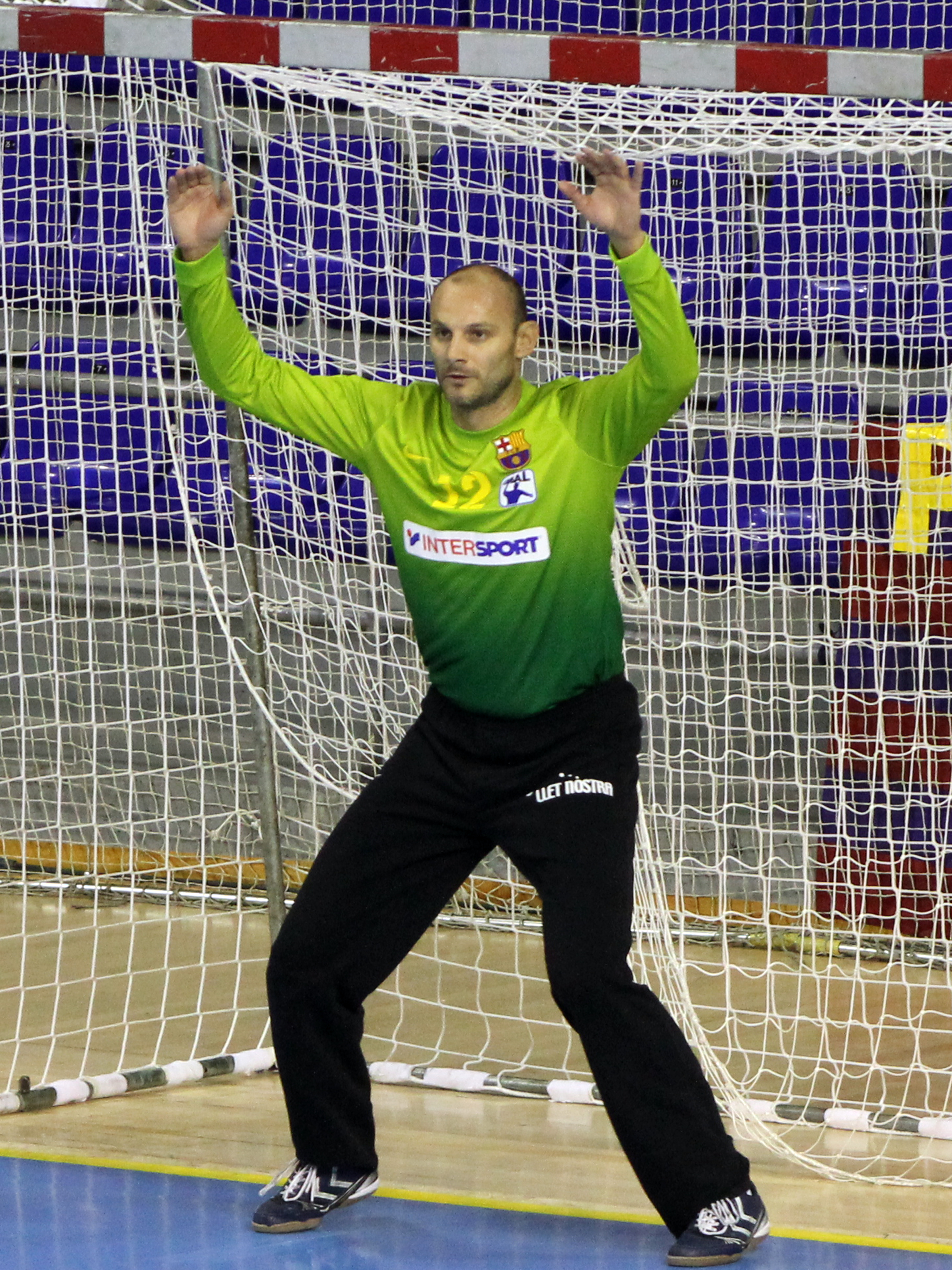
Danijel Šarić

Danijel Šarić (ur. 27 lipca 1977 w Doboju) – serbski piłkarz ręczny, grający na pozycji bramkarza. Od 2014 występuje w barwach Kataru. Od 2019 roku jest zawodnikiem Al Arabi Qatar.

## Osiągnięcia
RK Sintelon
- Puchar Jugosławii

CB Ademar León
- Superpuchar Hiszpanii (2008-09)

FC Barcelona Lassa
- Liga Mistrzów (2010-11,2014-15)
- Liga Hiszpańska (2010–11, 2011–12, 2012–13, 2013–14,2014-15)
- Puchar Ligi (2009–10, 2011–12, 2012–13, 2013-14,2014-15)
- Superpuchar Hiszpanii (2009–10, 2012–13, 2013–14,2014-2015)
- Puchar Hiszpanii (2009-10,2013-14,2014-15)